# گل‌میخ یخی

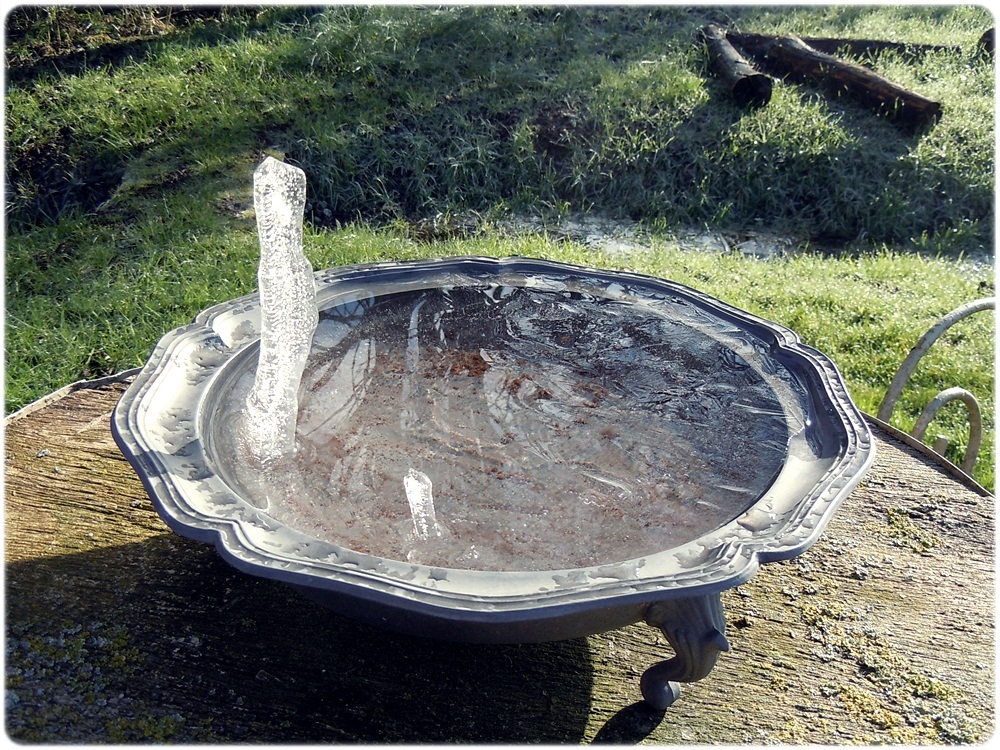
شکل شمع یخی

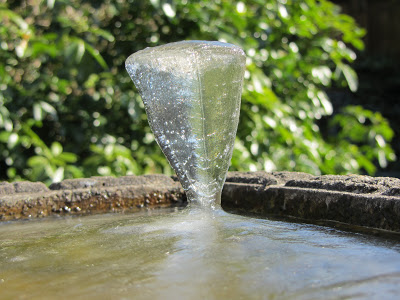
شکل هرم معکوس

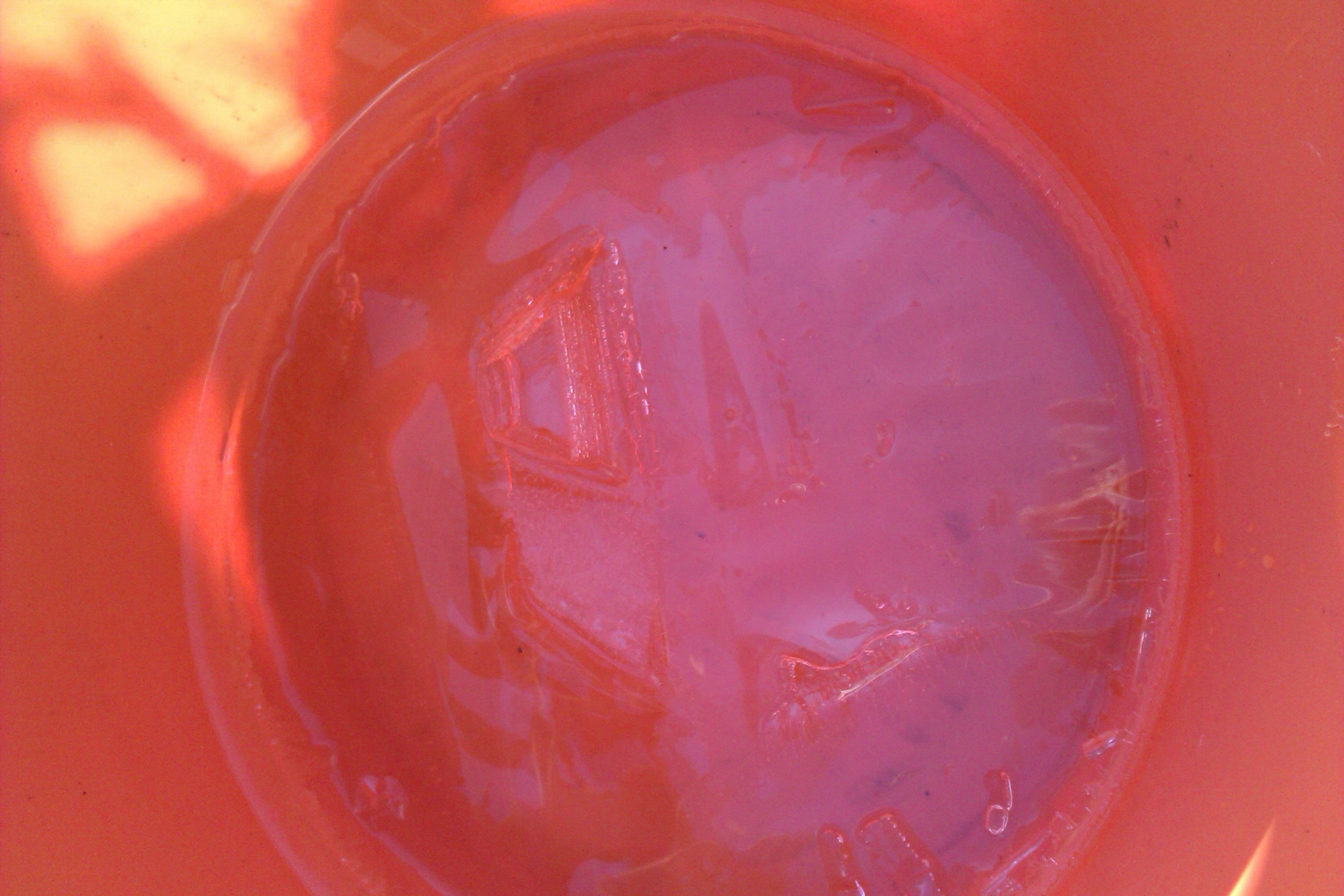
آغاز یک برج یخ به شکل قطار در یک سطل آب باران یخ زده

یک گل‌میخ یخی، یک قندیل یخ است که به شکل یک گل‌میخ از سطح آب یخ‌زده به سمت بالا رشد می‌کند.